# IC 1230
IC 1230 је спирална галаксија у сазвјежђу Херкул која се налази на листи објеката дубоког неба у Индекс каталогу.
Деклинација објекта је + 51° 15' 36" а ректасцензија 16h 45m 1,4s. Привидна величина (магнитуда) објекта IC 1230 износи 14,7 а фотографска магнитуда 15,5. IC 1230 је још познат и под ознакама UGC 10538, MCG 9-27-73, CGCG 276-41, PGC 58903.